# Brunette
Elen Yeremyan (em armênio/arménio:  Էլեն Երեմյան; Erevã, 4 de maio de 2001), artisticamente conhecida como Brunette, é uma cantora e compositora arménia. Ela representou a Arménia no Festival Eurovisão da Canção de 2023 em Liverpool com a música «Future Lover».

## Biografia
Brunette canta desde os quatro anos de idade e compõe canções desde os 15 anos. Em Setembro de 2019 ela lançou o seu primeiro single «Love the Way You Feel» aos 18 anos de idade, em colaboração com a Fundação Nvak. Mais tarde, tornou-se membro dos «Project 12», uma banda musical de Erevã que actua em clubes nocturnos. Brunette é também membro do grupo feminino «En aghjiknery (ThoseGirlz)», conhecido pelo single «Menq», de 2022; nesse mesmo ano, Brunette lançou os singles «Gisher», «Smoke Break» e «Bac kapuyt achqerd», o último dos quais se tornou viral nas redes sociais.
A 1 de Fevereiro de 2023, foi anunciado que Brunette tinha sido escolhida internamente para representar a Arménia no Festival Eurovisão da Canção de 2023. A sua canção para a Eurovisão intitulada «Future Lover» foi lançada em 15 de Março de 2023.

## Discografia

### Singles
- 2019 – Carmé Leone
- 2019 – Wash Out
- 2020 – Perfect Picture
- 2022 – Smoke Break
- 2022 – Gisher
- 2022 – Bac kapuyt achqerd
- 2023 – Future Lover

#### Colaborações
- 2019 – Love the Way You Feel (Nvak Foundation feat. Brunette)